# آدام درایور
آدام داگلاس درایور (انگلیسی: Adam Douglas Driver؛ زادهٔ ۱۹ نوامبر ۱۹۸۳) بازیگر آمریکایی است. او دریافت‌کنندهٔ جوایز گوناگونی مانند جام ولپی بهترین بازیگر مرد از جشنواره فیلم ونیز شده‌است و علاوه بر این، نامزد دریافت یک جایزهٔ تونی، دو جایزهٔ اسکار، دو جایزهٔ گلدن گلوب و چهار جایزهٔ امی ساعات پربیننده بوده‌است.
نخستین فعالیت درایور در تئاتر برادوی با ایفای نقش در نمایش کسب‌وکار خانم وارن (۲۰۱۰) آغاز شد و سپس در نمایش مرد و پسر (۲۰۱۱) نیز ظاهر شد. او با ایفای نقش مکمل در مجموعهٔ کمدی-درام دختران (۲۰۱۲–۲۰۱۷) از شبکهٔ اچ‌بی‌او به بازیگری برجسته بدل شد و برایش سه بار به‌صورت متوالی نامزد دریافت جایزهٔ امی ساعات پربیننده بازیگر نقش مکمل مرد شد. درایور حرفهٔ سینمایی خود را با ایفای نقش مکمل در لینکلن (۲۰۱۲) ساختهٔ استیون اسپیلبرگ، فرانسیس‌ها (۲۰۱۲) ساختهٔ نوآ بامباک، درون لوین دیویس (۲۰۱۳) ساختهٔ برادران کوئن و سکوت (۲۰۱۶) ساختهٔ مارتین اسکورسیزی آغاز کرد. او برای ایفای نقش اصلی در درام قلب‌های مشتاق (۲۰۱۴) برندهٔ جام ولپی بهترین بازیگر مرد شد. او نقش شاعری را در پترسون (۲۰۱۶) ساختهٔ جیم جارموش ایفا کرد.
درایور برای بازی در نقش کایلو رن در سه‌گانهٔ دنبالهٔ جنگ ستارگان (۲۰۱۵–۲۰۱۹) شهرت گسترده‌تری را به دست آورد. او در سال ۲۰۱۹ با نمایش این را بسوزان به تئاتر بازگشت که برایش نامزد جایزهٔ تونی بهترین بازیگر نقش اول مرد در یک نمایش شد. او سپس به صورت متوالی نامزد دریافت جوایز اسکار شد؛ بهترین بازیگر نقش مکمل مرد برای بلکککلنزمن (۲۰۱۸) ساختهٔ اسپایک لی و بهترین بازیگر مرد برای داستان ازدواج (۲۰۱۹) ساختهٔ نوآ بامباک. درایور در سال ۲۰۲۱ در دو فیلم ریدلی اسکات ایفای نقش کرد: آخرین دوئل و خاندان گوچی.
درایور کهنه سرباز سپاه تفنگداران دریایی ایالات متحده آمریکا است. او بنیان‌گذار سازمان غیرانتفاعی هنر در نیروهای مسلح است؛ این سازمان برنامه‌های هنری رایگان را برای نیروهای فعال آمریکایی، جانبازان، کارکنان پشتیبانی نظامی و خانواده‌های آن‌ها در سراسر جهان ارائه می‌دهد.

## فیلم‌شناسی

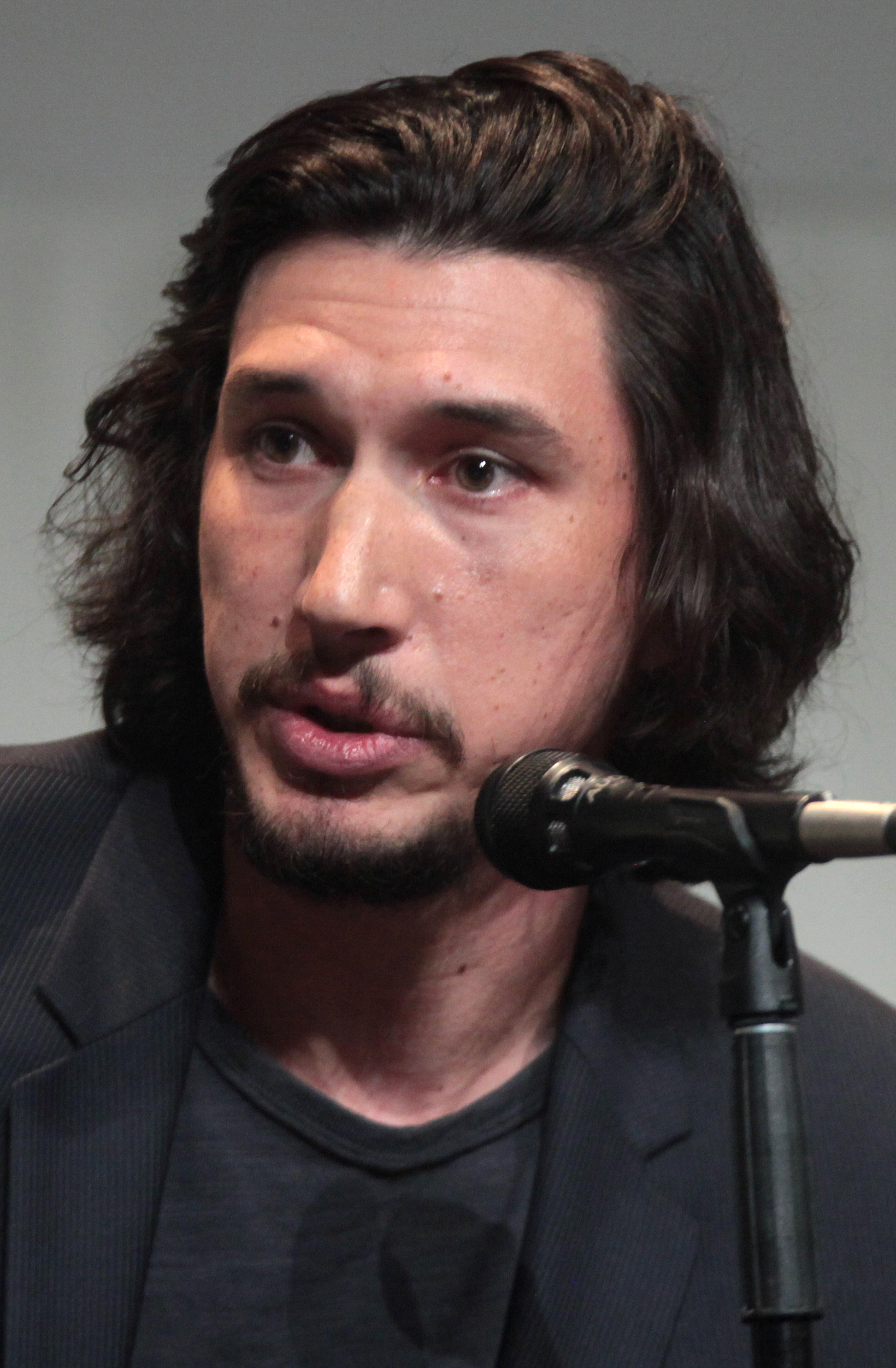
درایور در کامیک-کان سن دیگو ۲۰۱۵ در ترویج فیلم جنگ ستارگان: نیرو برمی‌خیزد

| سال  | عنوان                       | نقش                         | کارگردان               | یادداشت          |
| ---- | --------------------------- | --------------------------- | ---------------------- | ---------------- |
| ۲۰۱۱ | جی. ادگار                   | والتر لایل                  | کلینت ایستوود          |                  |
| ۲۰۱۲ | گیبی                        | نیل                         | جاناتان لیسکی          |                  |
| ۲۰۱۲ | غرق‌شدن نه دست‌تکان‌دادن       | آدام                        | دوین ویت               |                  |
| ۲۰۱۲ | فرانسیس‌ها                   | لو شاپیرو                   | نوآ بامباک             |                  |
| ۲۰۱۲ | لینکلن                      | ساموئل بکویث                | استیون اسپیلبرگ        |                  |
| ۲۰۱۳ | بلوبرد                      | والتر                       | لنس ادمندز             |                  |
| ۲۰۱۳ | درون لوین دیویس             | ال کودی                     | برادران کوئن           |                  |
| ۲۰۱۳ | ردپاها                      | ریک اسمولان                 | جان کوران              |                  |
| ۲۰۱۳ | حرف اف                      | آلن                         | مایکل داوس             |                  |
| ۲۰۱۴ | قلب‌های گرسنه                | جود                         | ساوریو کوستانتسو       |                  |
| ۲۰۱۴ | تا وقتی جوانیم              | جیمی میسی                   | نوح بامباخ             |                  |
| ۲۰۱۴ | اینجا شما را ترک می‌کنم      | فیلیپ آلتمن                 | شاون لوی               |                  |
| ۲۰۱۵ | جنگ ستارگان: نیرو برمی‌خیزد  | کایلو رن                    | جی. جی. آبرامز         |                  |
| ۲۰۱۶ | ویژه نیمه‌شب                 | پل سویر                     | جف نیکولز              |                  |
| ۲۰۱۶ | پترسون                      | پاترسون                     | جیم جارموش             |                  |
| ۲۰۱۶ | سکوت                        | پدر روحانی فرانسیسکو گاروپه | مارتین اسکورسیزی       |                  |
| ۲۰۱۷ | داستان‌های مایروویتز         | رندی                        | نوح بامباخ             |                  |
| ۲۰۱۷ | لوگان خوش‌شانس               | کلاید لوگان                 | استیون سودربرگ         |                  |
| ۲۰۱۷ | جنگ ستارگان: آخرین جدای     | کایلو رن                    | ریان جانسن             |                  |
| ۲۰۱۸ | بلکککلنزمن                  | کارآگاه فیلیپ "فلیپ" زیمرمن | اسپایک لی              |                  |
| ۲۰۱۸ | مردی که دن کیشوت را کشت     | توبی گرومت                  | تری گیلیام             |                  |
| ۲۰۱۹ | گزارش                       | دنیل جونز                   | اسکات زد. برنس         |                  |
| ۲۰۱۹ | مرده‌ها نمی‌میرند             | افسر رونالد پترسون          | جیم جارموش             |                  |
| ۲۰۱۹ | داستان ازدواج               | چارلی باربر                 | نوح بامباخ             |                  |
| ۲۰۱۹ | جنگ ستارگان: خیزش اسکای‌واکر | کایلو رن / بن سولو          | جی جی آبرامز           |                  |
| ۲۰۲۱ | آنت                         | هنری مک هنری                | لئوس کاراکس            | همچنین تهیه‌کننده |
| ۲۰۲۱ | آخرین دوئل                  | ژاک لو گریس                 | ریدلی اسکات            |                  |
| ۲۰۲۱ | خانه مد گوچی                | مائوریتزیو گوچی             | ریدلی اسکات            |                  |
| ۲۰۲۲ | نویز سفید                   | پروفسور جک گلدنی            | نوآ بامباک             |                  |
| ۲۰۲۳ | ۶۵                          | میلز                        | اسکات بک و برایان وودز |                  |
| ۲۰۲۳ | فِراری                       | انزو فراری                  | مایکل مان              |                  |
| ۲۰۲۴ | مگالوپلیس                   | سزار                        | فرانسیس فورد کوپولا    | فیلم‌برداری       |

| به آثاری اشاره دارد که در حال حاضر منتشر نشده‌اند | به آثاری اشاره دارد که در حال حاضر منتشر نشده‌اند |

### تلویزیون
| سال       | عنوان                           | نقش              | یادداشت                                |
| --------- | ------------------------------- | ---------------- | -------------------------------------- |
| ۲۰۰۹      | غیرعادی‌ها                       | ویل اسلانسکی     | اپیزود: «The E.I.D»                    |
| ۲۰۱۰      | نظم و قانون                     | رابی ویکری       | اپیزود: «Brilliant Disguise»           |
| ۲۰۱۰      | تو جک را نمی‌شناسی               | گلن استتسون      | تله‌فیلم                                |
| ۲۰۱۰      | مالادی‌های شگفت‌انگیز             | زد               | اپیزود پایلوت (آغازین)                 |
| ۲۰۱۲      | نظم و قانون: واحد قربانیان ویژه | جیسون رابرتز     | اپیزود: «Theatre Tricks»               |
| ۲۰۱۲–۲۰۱۷ | دختران                          | آدام ساکلر       | ۴۹ اپیزود                              |
| ۲۰۱۵      | سیمپسون‌ها                       | آدام ساکلر       | اپیزود: «Every Man's Dream»            |
| ۲۰۱۶–۲۰۲۰ | پخش زنده شنبه شب                | خودش (میزبان)    | ۳ اپیزود                               |
| ۲۰۱۷      | برگری باب                       | هنر هنرمند (صدا) | اپیزودها: «The Bleakening: قسمت ۱ و ۲» |
| ۲۰۱۸      | جوزف پولیتزر: صدای مردم         | راوی (صدا)       | مستند                                  |

### تئاتر
| سال       | عنوان                     | نقش           | محل                              | نوع تولید      |
| --------- | ------------------------- | ------------- | -------------------------------- | -------------- |
| ۲۰۰۹      | Slipping                  | کریس          | تئاتر نمایشنامه‌نویسان راتل استیک | خارج از برادوی |
| ۲۰۰۹      | The Retributionists       | داو کاپلینسکی | افق نمایشنامه‌نویسان              | خارج از برادوی |
| ۲۰۱۰      | Little Doc                | ریک           | تئاتر نمایشنامه‌نویسان راتل استیک | خارج از برادوی |
| ۲۰۱۰      | جنگل                      | بولانوف       | تئاتر خیابان سیزدهم شرقی         | خارج از برادوی |
| ۲۰۱۰      | کسب‌وکار خانم وارن         | فرانک گاردنر  | تئاتر امریکن ایرلاینز            | برادوی         |
| ۲۰۱۰–۲۰۱۱ | فرشتگان در آمریکا         | لویی آیرونسون | فضای پیتر نورتون                 | خارج از برادوی |
| ۲۰۱۱      | مرد و پسر                 | باسیل آنتونی  | تئاتر امریکن ایرلاینز            | برادوی         |
| ۲۰۱۲      | با عصبانیت به عقب نگاه کن | کلیف لوئیس    | شرکت تئاتر رانداباوت             | خارج از برادوی |
| ۲۰۱۹      | این را بسوزان             | پیل           | تئاتر هادسون                     | برادوی         |

### بازی‌های ویدیویی
| سال  | عنوان                             | صدا      |
| ---- | --------------------------------- | -------- |
| ۲۰۱۵ | دیزنی بینهایت ۳٫۰                 | کایلو رن |
| ۲۰۱۶ | لگو جنگ ستارگان: نیرو بیدار می‌شود | کایلو رن |

### جاذبه‌های پارک موضوعی
| سال  | عنوان                    | نقش      | محل                    |
| ---- | ------------------------ | -------- | ---------------------- |
| ۲۰۱۹ | جنگ ستارگان: ظهور مقاومت | کایلو رن | استودیوی هالیوود دیزنی |
| ۲۰۲۰ | جنگ ستارگان: ظهور مقاومت | کایلو رن | دیزنی‌لند               |